# Фредрік Шевольд
Фредрік Шевольд (норв. Fredrik Sjøvold, нар. 17 серпня 2003, Тронгейм, Норвегія) — норвезький футболіст, півзахисник клубу «Буде-Глімт».

## Ігрова кар'єра

### Клубна
Фредрік Шевольд народився у Тронгеймі і є вихованцем футбольної академії місцевого клубу «Русенборг». Та в 2021 році футболіст вирішив почати дорослу кар'єру і перейшов до клубу Третього дивізіону «Тіллер», де відіграв один сезон.
Перед початком сезону 2022 року півзахисник приєднався до клубу Елітсерії «Буде-Глімт», з яким підписав контракт до 2025 року. Дебют Шевольда у вищому дивізіоні відбувся 23 липня 2022 року у матчі проти «Єрва». Разом з командою Фредрік двічі вигравав національний чемпіонат Норвегії.

### Збірна
З 2023 року Фредрік Шевольд захищає кольори молодіжної збірної Норвегії.

## Титули
Буде-Глімт
 Чемпіон Норвегії (2): 2023, 2024